# Tryk (fysik)
 For alternative betydninger, se Tryk. (Se også artikler, som begynder med Tryk)
Tryk er kraft pr. arealenhed. Således er den afledte SI-enhed for tryk newton pr. kvadratmeter, og denne enhed kaldes for pascal (Pa).
Hvis eksempelvis en væske eller en gas opbevares i en beholder, vil den udøve et vist pres på hver areal af de dele af beholderen, den er i berøring med; dette pres "mærker" beholderens vægge som en vis kraftpåvirkning pr. areal (tryk). Et måleinstrument, der måler trykket i beholderen, kaldes et manometer.

## Eksempler
Det tryk som Jordens atmosfære øver ved havniveau, varierer lidt med vejret og kan måles med et barometer. Den gennemsnitlige værdi er 101 kPa, (se også normaltryk) hvilket svarer til trykket fra en vandsøjle på ca. 10 meter. Dette tryk opleves af alle flader; således påvirkes f.eks. hver kvadratcentimeter af menneskets hud af et tryk svarende til tyngdekraften på 1 kilogram. Når dette ikke "mærkes", skyldes det at trykket er det samme inde i kroppen. Trykket i Jordens atmosfære varierer langsomt med højden fordi luft på gasform har en lille massefylde på ca. 0,00125 g/cm3 = 1,25 kg/m3 (ved havniveau).
Havvands massefylde er ca. 1,024 g/cm3, hvilket er ca. 800 gange så meget som lufts massefylde. (Hav)vands massefylde gør at trykket lodret ned per 10 meter stiger med ca. 1 atm (her regnes tyngdeacceleration (g) som uafhængig med højden). Så 1.000 meter nede i havet er trykket ca. 101 atm. En tilnærmet formel for trykket som funktion af havdybden er: Haves F=m*a (Newtons anden lov), a=g, g ca.= 9,8 m/s2, m= 1.024 kg/m3 * rumfang, (1,024 g/cm3 = 1.024 kg/m3) og definitionen for tryk T(Pa)=F(N)/m2. Samlet: F= 1.024 kg/m3 * rumfang * g. I alt ca.: T(Pa) ca.= 10.035 * meter_dybde + 101.325 og T(atm) ca.= 0,1 * meter_dybde + 1.
En luftballon, som har et rumfang på 1000 liter (=1 m3) ved havoverfladen, vil fylde langt mindre fx 1.000 meter nede i havet (ca. 101 atm). Sammenhængen mellem en gas rumfang ved skiftende tryk (og temperatur), kan tilnærmelsesvis udledes via idealgasligningen.
Hvaler er pattedyr ligesom mennesker - og pattedyr har lunger. Fx kan en kaskelothval dykke i mere end en time og ned til 1000 meters dybde. Kaskelothvalen holder vejret under vand, og lungerne presses sammen i 1000 meters dybde til et mindre rumfang end ved havoverfladen, da ribbenene er elastiske - og grundet det store tryk her.

## Trykenheder og konverteringsfaktorer
|                    | Pa      | bar       | N/mm²     | kp/m²    | kp/cm² (at) | atm        | torr   | PSI           |
| ------------------ | ------- | --------- | --------- | -------- | ----------- | ---------- | ------ | ------------- |
| 1 Pa (N/m²)=       | 1       | 10-5      | 10-6      | 0,102    | 0.102×10-4  | 0,987×10-5 | 0,0075 | 1,450377×10-4 |
| 1 bar (daN/cm²) =  | 100.000 | 1         | 0,1       | 10200    | 1,02        | 0,987      | 750    | 14,5          |
| 1 N/mm² =          | 106     | 10        | 1         | 1,02×105 | 10,2        | 9,87       | 7500   | 145,0377      |
| 1 kp/m² =          | 9,81    | 9,81×10-5 | 9,81×10-6 | 1        | 10-4        | 0,968×10-4 | 0,0736 | 0,00142       |
| 1 kp/cm² (1 at) =  | 98100   | 0,981     | 0,0981    | 10000    | 1           | 0,968      | 736    | 14,2          |
| 1 atm (760 torr) = | 101325  | 1,013     | 0,1013    | 10330    | 1,033       | 1          | 760    | 14,7          |
| 1 torr =           | 133     | 0,00133   | 1,33×10-4 | 13,6     | 0,00136     | 0,00132    | 1      | 0,019         |
| 1 PSI =            | 6894    | 0,069     | 0,0069    | 704      | 0,0704      | 0,068      | 51,7   | 1             |

## Tryk i en væskesøjle
Trykket i en væskesøjle er den kraft som påvirker væskesøjlen på et givent areal.
{\displaystyle p={\frac {F}{A}}+p_{\text{atm}}}
Trykket skyldes den overliggende væskemængdes nedadgående kraft. Denne kraft skyldes tyngdekraften, og er defineret som {\displaystyle F_{\text{tyn}}=m\cdot g} .
Massen i førnævnte formel kan også beskrives som rumfanget af søjlen multipliceret med densiteten. Rumfanget er lig produktet af arealet og højden af væskesøjlen. Massen kan derfor beskrives som, {\displaystyle m=\rho \cdot A\cdot h}. Ved at indsætte dette nye udtryk i formlen for tyngdekraften, kan tyngdekraften på væskesøjlen også skrives som {\displaystyle F_{\text{tyn}}=\rho \cdot A\cdot h\cdot g}. 
Trykket kan derfor også skrives som
{\displaystyle p={\frac {\rho \cdot A\cdot h\cdot g}{A}}+p_{\text{atm}}}
Hvis dette udtryk forkortes, ser vi at trykket i væsken er uafhængigt af arealet.
{\displaystyle p=\rho \cdot h\cdot g+p_{atm}}
Man kan derfor udregne et givent tryk {\displaystyle p}, i en vis dybde/højde i en væskesøjle, hvis man kender højden {\displaystyle h}, og densiteten {\displaystyle \rho } af den pågældende væske, og tyngdeaccelerationen {\displaystyle g} samt trykket {\displaystyle p_{\text{amt}}} ved overfladen såfremt dette tryk er opgivet.